# Списък с герои от Свръхестествено
Героите от сериала „Свръхестествено“.

## Ловци
Ловците са мъже и жени, които изживяват живота си, търсейки свръхестествени същества предимно, за да ги убият. Повечето от тях изглежда са преживели неприятни срещи със свръхестественото, което ги е предизвикало да станат ловци.

### Боби Сингър
{{Основна|Боби Често се самоописва като стар пияница, но той е изключително находчив и много добър ловец. В процеса на развитие на сериала, той, Сам и Дийн стават като едно семейство. Той много им помага в борбата срещу злите свръхестествени същества.

### Джоана Бет „Джо“ Харвел
Джо Харвел е дъщерята на Елън Харвел и Уилям Антъни Харвел, починал ловец, който е убит по време на лов с Джон Уинчестър, когато Джо е била все още дете. Тя цени много ножа на баща си от чисто желязо, гравиран с неговите инициали. Джо среща Сам и Дийн за първи път, когато те идват да търсят Елън, след смъртта на баща им, Джон. Тя изглежда е горе-долу на същата възраст като Дийн и Сам. През втория сезон, Джо очевидно има романтични чувства към Дийн и, въпреки че той твърди, че също има чувства към нея, не предприема нищо. Тя се измъква от хана, за да помогне на братята с един лов, макар че накрая се налага те да я спасяват. Майка ѝ се ядосва на момчетата за това и разказва на Джо, че безразсъдството на Джон е причината за смъртта на баща ѝ, което става пречка за приятелството между Джо и братята Уинчестър. По-късно, тя напуска хана, за да живее като ловец. Демонът Мег Мастърс, в тялото на Сам, допълнително всява съмнения в нея, като твърди, че Джон всъщност е убил баща ѝ, за да „го спаси от собственото му страдание“, след като е получил фатални наранявания и въпреки молбите на баща ѝ да види жена си и дъщеря си още веднъж. Дийн спасява Джо от обладания Сам и тя се опитва да тръгне с него по следите на брат му. Въпреки това, Дийн не ѝ позволява да дойде. Той ѝ казва, че ще ѝ се обади, но докато излиза от хана, тя тихо прошепва: „Не, няма“. Джо не е видяна повече.
Появи:
Сезон 2
„Всички обичат клоуна“, „Саймън каза“, „Без изход“, „Роден под лош знак“

### Мери Уинчестър
Мери Уинчестър (изиграна от Саманта Смит, в епизода „В началото“ от Ейми Гуменик) е жена на Джон Уинчестър и майка на Дийн и Сам. Нейните родители, Самюел и Диана Кемпбъл, са били ловци и тя е била отгледана като ловец. Дийн, който е пратен назад във времето от ангела Кастиел, незнайно привлича вниманието на Азазел към Мери чрез действията си (въпреки че Кастиел казва, че тези неща са щели да се случат и без това, защото така е било писано). Азазел убва родителите ѝ и после приятелят ѝ Джон Уинчестър, след което тя прави сделка с него за живота на Джон и да прекара остатъка от живота си без да се бори със свръхестественото. Накрая тя се жени за Джон и оставя живота на ловец, тя ражда Дийн на 24 януари, 1979 и Сам на 2 май, 1983. В пилотния епизод е показано, че шест месеца след раждането на Сам, Мери е събудена от плаченето на сина си. Виждайки, че някой е нахлул там тя се споглеждат лице в лице. Спящият Джон е събуден от писъците ѝ и я вижда на тавана с огромна рана. Тогава тя избухва в пламъци и запалва къщата. По-късно е разкрито, че е убита от Азазел, който за да изпълни договара, който Мери е направила преди 10 години, пуска няколко капки демонска кръв в устата на Сам и убива Мери, когато тя го прекъсва. Според създателя на сериала Ерик Крипки, нейните отношения към Азазел би трябвало да са показани в третия сезон, но са показани в четвъритя заради стачката на сценаристите
През 2005, нейните синове се завръщат в стария си дом, за да разследват сън, който Сам постоянно сънува в епизода „У дома.“ Духът на Мери изглежда обитава къщата им в Лоурънс, Канзас и в къщата също така има полтъргайст. След като полтъргайста хваща Сам, Мери се появява като горяща фигура и му казва, че съжалява. Нейният дух се бие с полтъргайста и така и двамата напускат дома.
В епизода „Децата са добре“, е показано, че всичките приятели на Мери са убити през годините след смъртта ѝ.
Появи:
Сезон 1
„Пилотен“, „У дома“
Сезон 2
„Реалност и невъзможни мечти“ (алтернативна реалност), „Ад под небето, първа част“ (флашбек)
Сезон 4
„В началото“, „Точка на пречупване“ (като халюцинация)

### Аш
Аш е бил студент в Масачузетския институт по технологии, преди да го изритат за „сбиване“. Не е известно кога е срещнал Елън и Джо Харвел, но живее в Крайпътния Хан, който е притежание на Елън. Той има стая в Хана, на чиято врата виси табела „Д-р Гад е“ с опция „тук“ или „вън“. Той има собственоръчно направен лаптоп, който използва, за да проследява паранормалното, в частност Азазел, с информация, която му се дава от Джон Уинчестър и синовете му – Сам и Дийн. Джо твърди, че той е гений.
В епизода „Ад под небето, част 1“ той се обажда на Дийн, за да му каже, че е открил нещо важно, но докато Дийн пристигне в хана, той е изгорен до основи. Дийн открива труп на някой, със същия отличителен часовник като на Аш, което означава, че Аш най-вероятно е мъртъв. В „Ад под небето, част 2“ Елън информира Сам, Дийн и Боби, че Аш е умрял при експлозията в хана, след като е насърчил Елън да отиде да провери сейфа в мазето, за изключително важна информация, която накрая им помага да открият и предизвикат Азазел.
Появи:
Сезон 2
„Всички обичат клоуна“, „Саймън каза“, „Преследван“, „Ад под небето, част 1“

## Ангели
Изброените по-долу герои са ангели на Бог, което ги прави изключително могъщи същества. Когато се появят в реалната си форма – дори и физически – това, обикновено води до ослепяване, тъй като появяването им в техния естествен „вид“ е толкова съкрушително, че е способно да изгори очите на човек, въпреки че съществуват „специални хора“, които могат да издържат да ги видят в истинския им вид и да чуят действителният им глас. Ангелите са безсмърни и са неуязвими към човешките оръжия, въпреки че могат да бъдат осакатени или убити от други ангели. Поради факта, че истинската им визия не може да бъде възприета от хората, те често обладават човеци.
Докато са в човешко тяло, ангелите проявяват много способности. Те притежават способността да убият или екзорсират повечето демони като допрат дланта си до челото им и могат да причиняват внезапно безсъзнание на човеците чрез същото действие. Освен това могат да изчезват и да се материализират от никъде, могат да огъват времето, позволявайки телепортация както на себе си, така и на други във времето; въпреки това, макар че могат да променят събитията, тези промени ще имат същия резултат в настоящия момент, тъй като не могат да променят съдбата.
Ангелите могат да приемат човешка форма, но това е най-сериозното престъпление в Рая. Като премахнат своето Сияние, което е изключително болезнен процес, ангелът пада на Земята и се ражда на човешки родители. Всички спомени от ангелския живот са потиснати, въпреки че малка част от тях могат да бъдат възстановени инстинктивно, когато е необходимо, а пълното им възстановяване изисква хипноза. Когато Сиянието се премахне за първи път, то също пада на Земята. В случая на Ана Милтън, нейното Сияние причинява израстването на огромен дъб. Ако падналият ангел си върне своето Сияние, той или тя ще възстанови своята ангелска форма.

### Луцифер
Луцифер, изигран от Марк Пелегрино, е първият паднал ангел, освободен от затвора си с чупенето на последната окова. Той не харесва как хората са променили планетата и се надява да я прочисти.
Тъй като се нуждае от човешки приемник, Луцифер моли човек на име Ник, чийто жена и дете са били убити. Измъчвайки Ник за трагедията, той му внушава илюзии като плачещо бебе и кръв, течяща от люлката, а после се появява при Ник във формата на жена му Сара, в ролята Белами Йънг Nick. Признавайки самоличността си на Ник, той опитва да получи симпатията му като му казва, че е наказан защото е обичал Бог твърде много. После той признава на Ник, че му трябва приемник като му обещава да получи отмъщение от Бог, затова че е оставил семейството му да бъде убито.
В почит на Загубеният рай от Джон Милтън, Луцифер ще е „любезен, почти симпатичен“. Крпики обяснява, „Той е предаден, така че може да е и симпатичен ... щом можем да изкараме ангелите тъпанари, Луцифер може да е симпатичен.“ Крипки също така го оприличава като „Дявол, който не се двуоми“ и е „привързан към Бог и ангелите“ и който „говори нежно и любезно и... не лъже“.
Пелегрино е вторият избор за ролята на ангела Кастиел, но губи ролята от Миша Колинс, което Крипки намира като „почти поетично“.
Поява – сезон 5
„Съчувствие за Дявола“

### Ана Милтън
Ана Милтън (в ролята Джули МакНивън), е паднал ангел, който се е преродил на Земята. Тя има способността да чува разговорите на ангелите след възкресението на Дийн и заради гласовете е затворена в психиатрия с диагноза шизофрения. Демоните са силно заинтересовани от нея заради това, и Руби предупреждава Сам и Дийн Уинчестър, които я намират и спасяват. Но Кастиел и Уриел се появяват и обясняват, че тя трябва да бъде убита. Братята опитват безуспешно да ги отблъснат, но Ана прави мощно магическо заклинание, с което изпраща ангелите „далеч“. Тя твърди, че не знае от къде има знанието да го направи. Под хипноза, изпълнена от Памела Барнс, Ана си спомня, че тя е паднал ангел, който се е превърнал в човек, защото съществуването ѝ като ангел е било мрачно, поради липса на емоции и свободна воля. Тя загатва, че когато е била ангел, тя е била нещо като „шеф“ на Кастиел и Уриел. След падението си, тя се ражда при човешки родители, а ангелските ѝ спомени са потиснати. Ана се опитва, с помощта на Уинчестър и Руби, да си върне Сиянието, за да може да се спаси и от ангелите, и от демоните. За нещастие, Сиянието ѝ вече е взето от Уриел.
По-късно, тя прощава на Дийн за неговите действия в Ада, след което двамата прекарват една интимна нощ в Шевролета. На сутринта, Дийн разкрива на ангелите местонахождението си, а Руби прави същото с демоните, защото се надяват да успеят да изправят двете групи едни срещу други. В объркването, настанало по време на битката между ангелите и демоните, Ана успява да си върне Сиянието от Уриел. То се слива с тялото ѝ, излъчвайки ярка светлина, и тя изчезва от стаята.
Тя се връща в епизода „Ангелски съмнения“ в човешката си форма, след като е „помолила за услуга“, за да възстанови човешкото си тяло и да го ползва като гостоприемник. Тя се опитва да убеди Кастиел, че да принуждава Дийн да измъчва Алистър е погрешно, но той я отрязва като заявява, че това е „волята на Бог“. Тя се появява отново, след като той я моли за съвет, защото има съмнение за първи път, но тогава тя изчезва, казвайки на Кастиел, че трябва „да се научи да мисли за себе си“. Появява се още веднъж, за да го спаси от Уриел, след като разбира за неговото предателство, убивайки го като го наръгва във врата.
Участие
Сезон 4:
„Знам какво направи миналото лято“, „Рай и Ад“, „Ангелски съмнения“, „Второто пришествие“, „Точка на пречупване“.

### Уриел
Уриел (в ролята Робър Уиздъм), е колега на Кастиел. Кастиел го нарича „специалист“. Той е доведен да предотврати счупването на една от 66-те окови. Уриел изглежда няма търпение спрямо хората, не цени човешкия живот и описва хората с отвращение, наричайки ги „маймуни от кал“. В един момент, той насърчава Кастиел да избие цял град, за да предотврати счупването на оковите. Той говори за демонът Руби като за „петно“. Уриел често се сблъсква с Дийн и Сам и в няколко случая заплашва да ги убие.
Той тръгва с Кастиел да убие Ана Милтън, паднал ангел, който някога е била техен висшестоящ. Става ясно, че той държи Сиянието на Ана, което може да я възстанови като ангел. За негово съжаление, тя успява да си го върне и се превръща в ангел, преди той да успее да довърши мисията си. По-късно става ясно, че той е гневен, защото Бог поставя хората над ангелите; той подкрепя Луцифер и избива ангели, които отказват да се присъединят към него и да освободят Луцифер. Когато Кастиел отказва да се присъедини към него, двамата се бият, но Ана успява да спаси Кастиел като убива Уриел.
Поява – сезон 4:
„Хелоуин“, „Знам какво направи миналото лято“, „Рай и ад“, „Ангелски съмнения“.

### Закарая
Закарая е шефът на Кастиел. Той е предпазлив спрямо човеците, описвайки ги като „миризливи неща“. Въпреки това, той е доказал, че знае много повече за човешкия род от подчинените си, и дори се държи много по-човешки, с остър ум и приветлива външност.
След като Уриел го предава, а Дийн казва на Кастиел, че задачата, която му е определена е твърде непосилна, Закарая дава на Дийн урок като дава на него и на брат му нови животи, в които Дийн е успешен корпоративен директор, а Сам работи като техническа поддръжка в същата компания. Въпреки че не се познават, двамата се събират, за да разгадаят свръхестествено присъствие в сградата. Ободрителният опит и вярата на Сам, че те са предназначени за нещо по-велико, кара Дийн да напусне работа и да се присъедини към Сам в лова на духове. В този момент, Закарая, който се представя за началника на Дийн, премахва фалшивите спомени и обяснява истината. Както Закарая сурово заявява, преживяването на Дийн доказва, че той е ловец по душа, а не защото е бил принуден да стане такъв от баща си или от Бог, и въпреки че съдбата му изглежда прекалено тежка, шансът му да промени нещата е нещо, което повечето хора никога не получават. Думите му окуражават Дийн да приеме своята житейска роля.
В „Чудовището в края на книгата“, Закарая се свързва с Чък, след като последният получава неизвестно, но мрачно пророчество за Уинчестърови. Той предупреждава Чък да не съобщава на братята и да не се опитва да се самоубие, тъй като ще бъде възкресен. Вместо това му нарежда да запише пророчеството за своето Житие.
Появи:
Сезон 4
„Животът е ужасен“, „Чудовището в края на книгата“
Сезон 5
„Симпатия към Дявола“

## Демони
Тъй като са демони, следните герои се появяват в различни форми, заради способността си да обладават човешките тела, без значение живи или мъртви и да придобиват пълен контрол върху тях. Ако гостоприемника е жив по време на обсебването, той или тя може да устоява на контрола, макар че само временно.
Докато е в гостоприемника, демонът може да проявява различни видове сили. Те варират от мястото в йерархията, на което принадлежи демонът. Епизодът „Правилата на войната“ ясно показва как по-голямата част от демоните са низши и притежават само свръхчовешка сила, докато някои притежават и силата на телекинезата. Демоните, които са по-високо в йерархията притежават повече сили и способности. Гостоприемникът на демон може да издържи на смъртоносни наранявания, макар че ще умре ако напусне тялото. Когато използва тези способности или преднамерено, например ако иска да сплаши някого, очите на гостоприемника променят цвета си. Повечето демонични гостоприемници са показани с черни очи, но цветът варира при по-високопоставените демони.
Светената вода е полезна при битка с демони. Също така те не могат да пресичат линии от сол или желязо и не могат да влизат в свети места, като църкви, например. Освен това, изричането на името Божие на латински – Кристо – в присъствието на демон, го принуждава да потрепери и така да бъде разкрит. Но това не важи за някои по-висши демони. Например, Азазел не се влияе от светената вода, а демонът, който обладава Мег Мастърс може да влиза в църква. Най-ефективният начин да бъде спрян един демон е използването на Дяволския капан. Когато влезе в рамките на мистичния символ, демонът е временно лишен от обичайните си способности и не може да излезе, докато символът не бъде нарушен. Екзорсизмът, който изважда демона от гостоприемника и го праща обратно в Ада, обикновено се прави с помощта на капана.
Както става ясно в трети сезон, всички демони някога са били хора, чиито души са били покварени след стотиците години, прекарани в Ада и сега от тях са останали големи, черни облаци, които генерират електромагнитни смущения.

### Лилит
Въпреки че е спомената съвсем за кратко от Руби като основният „конкурент“ на Сам, Лилит е представена в последните минути на епизода „Правилата на войната“, появявайки се като малко момиченце (в ролята Рейчъл Пати). Тя пита Нанси Фитцджералд, агент Хенриксен и останалите оцелели от демонската обсада за местонахождението на Сам и Дийн, след което разкрива демоничната си природа, като показва своите бели очи. След това измъчва всички в полицейското управление в продължение на 45 минути, а накрая унищожава сградата с масивна експлозия. По-късно Руби казва на Уинчестърови, че Лилит е постъпила така, за да изпрати ясно съобщение, че ги иска мъртви.
След като Бела Талбът разкрива, че договорът на Дийн е в Лилит, Сам и Дийн я проследяват до Ню Хармъни, Индиана, където тя е на „почивка“. За забавление, тя е обсебила тялото на друго малко момиченце (в ролята Сиера МакКормък) и държи цялото му семейство като заложници, принуждавайки ги да се държи, сякаш тя е тяхна дъщеря. Останалата част от града също е обсебена от демони, поставени там, за да я пазят. След като открадват ножа на Руби, Сам и Дийн отиват там и успяват да влязат в къщата. Но Лилит тайно изгонва Руби, която ги е последвала и превзема тялото на нейния гостоприемник. Дийн разкрива истината твърде късно. Лилит държи Сам притиснат до стената, докато адска хрътка убива Дийн. След това тя се опитва да убие Сам, но открива, че е силите ѝ не действат срещу него. Когато Сам се хвърля да я убие с ножа на Руби, Лилит напуска тялото на гостоприемника и избягва.
По-късно, ангелът Кастиел разкрива на Дийн, че Лилит се опитва да възкреси Луцифер. За да счупи една от 66-те окови и да го освободи, тя извършва мощно заклинание в епизода „Там ли си, Господи? Аз съм Дийн Уинчестър?“, за да предизвика Събуждането на свидетелите. Тя се връща в епизода „Чудовището в края на книгата“, в тялото на зъболекар (Катрин Бойхер). Разбирайки, че нейната съдба е да умре в Апокалипсиса, тя се опитва да убеди Сам да сключи сделка с нея, за да спре чупенето на оковите и нещата отново да станат нормални. Сам се преструва на съгласен и се опитва да я убие с ножа на Руби, но не успява. Появяват се Дийн и Чък и Лилит избягва, след като е предупредена, че архангел е изпратен да я убие.
В епизода „Точка на пречупване“, Руби разкрива на Сам, че последната окова, може да бъде счупена единствено от Лилит.
Според създателя на сериала, Ерик Крипке, Лилит е „комбинация от всички митове за Лилит.“ Двете основни роли на митологичната Лилит е „унищожителка на деца и прелъстителка на мъже“. Крипке заявява, че и двете роли ще бъдат показани в сериала. Първата се вижда по избора ѝ на гостоприемници. Освен това, Крипке заявява, че Лилит стои по-високо в йерархията на демоните от Азазел, и че „не можеш да се издигнеш по-високо от Лилит, преди да започнеш да се ровиш в територията на Луцифер.“ Това става ясно в четвърти сезон, в епизода „Точка на пречупване“, когато Руби разкрива, че Лилит е „първата на Луцифер“, първият човек, превърнат в демон от Луцифер като наказание към Бог, който очевидно поставя човеците по-високо от своите ангели.
Появи:
Сезон 3
„Правилата на войната“, „Без пощада“
Сезон 4
„Жълта треска“ (като халюцинация), „Чудовището в края на книгата“, „Възкресението на Луцифер“

### Алистър
Алистър (в роялта Марк Ролстън при първите две появи и Кристофър Хайердаал при следващите три, е главният мъчител на душите, които идват в Ада; Руби го описва като „Пикасо с нож“. Когато Дийн е запратен в Ада, Алистър го измъчва всеки ден. После му предлага да прекрати мъките му, ако Дийн се съгласи да измъчва други души. Дийн отказва в продължителност на три месеца (или тридесет години в Ада), но през последния месец се предава.
Алистър излиза от Ада и се опитва да залови Ана Милтън – паднал ангел, който може да чува разговорите на други ангели. Той е подмамен да залови Руби и да я измъчва, докато тя не „разкрие“ местонахождението на Ана. Когато отива да я хване, той е спрян от Кастиел и Уриел. Алистър и неговите подчинени демони се изправят срещу ангелите и той доказва, че е по-могъщ. Въпреки това, Алистър изчезва при светлината, генерирана, когато Ана възвръща истинската си ангелска форма. В епизода „Смъртта си взема почивка“, той се завръща в ново тяло и започва да отвлича Жътвари, за да наруши поредната окова. Спрян е от Сам и Дийн и накрая е заловен от Кастиел. По заповед на Кастиел, Дийн го измъчва, за да получи от него информация, но той отказва да се пречупи и продължава да се подиграва на Дийн, като му казва, че баща му е бил в Ада близо век, но никога не е приел неговата оферта, докато Дийн се е предал след едва тридесет години. Той също така разкрива, че пречупването на Дийн всъщност е било първата счупена окова. Избягвайки от Дяволския капан, с помощта на Уриел, той се опитва да убие Дийн и да изпрати Кастиел обратно в Рая, но Сам го спира. Използвайки способностите си, той измъчва Алистър, за да получи информация за убийствата на ангели, разбирайки, че демонът няма представа кой го прави. Накрая го убива.
Не е известно много за способностите на Алистър. Той не може да бъде наранен от ножа на Руби, както и от повечето способности на ангелите. Освен това, знае заклинание, което може да прати ангелите обратно в Рая. Подобно на Лилит, демонските очи на Алистър са бели, което предполага, че той стои високо в демоничната йерархия.
Появи – сезон 4:
„Знам какво направи миналото лято“, „Рай и Ад“, „Смъртта си взема почивка“, „Ангелски съмнения“, „Точка на пречупване“ (като халюцинация)

### Демонът Мег Мастърс
Демонът, обладал Мег Мастърс (в ролята Ники Ейкокс) се появява за първи път в „Плашило“, където за кратко среща Сам, докато пътуват на стоп. Двамата се срещат отново на автогарата и Мег твърди, че е тръгнала за Калифорния, за да избяга от семейството си. Тя окуражава Сам да се настрои срещу Дийн. След като Сам тръгва да помогне на Дийн, Мег убива един мъж в микробус и „се обажда“ на баща си като прерязва гърлото на човека и източва кръвта му в сребърен бокал.
Завръщайки се в епизода „Сянка“, демонът среща Сам отново, този път в един бар в Чикаго, където предизвиква разногласие между братята. Те решава да се срещнат по-късно. Но Сам я проследява до един склад, където я вижда как говори с нещо по някакъв мистериозен начин и съобщава на Дийн какво е видял. Те стигат до заключението, че тя е призовала Дейва (злото в този епизод) и че може би е разговаряла с Азазел. Мег залавя братята и заявява, че те са паднали в капан, направен, за да хване баща им. Братята, обаче, успяват да се освободят и разрушават олтара на Мег, пускайки на свобода Дейвите, които хвърлят Мег от прозореца на седмия етаж, където се предполага, че тя умира. За тяхна изненада, тя бързо се възстановява и използва амулет, за да си върне контрола над Дейвите, които после изпраща след тях. Но те успяват да се измъкнат от атаката.
По-късно, тя се появява отново в една църква, очевидно имунизирана към свещена земя, тъй като не е в „дребната лига“ и убива дългогодишния съюзник на Уинчестър – пастор Джим Мърфи. Тя се обажда на Джон и докато е все още на телефона, убива един негов приятел. Заплашва да продължи да убива приятелите му, ако той не ѝ донесе Колта. Джон се съгласява със сделката, но дава на нея и на брат ѝ, демонът Том, фалшив пистолет. Том застрелва Мег и те разбират, че пистолета не е истински, за това вземат Джон за заложник. Бясни и нетърпелива да получи Колта, тя отива при Боби Сингър, където се изправя пред Дийн, Сам и Боби. След като нахлува, обаче, тя без да иска навлиза в Ключа на Соломон, магически кръг, който хваща демоните в капан. Те ѝ правят екзорсизъм и тя е изпратена в Ада.
Демонът, обаче, успява да избяга от Ада и в епизода „Роден под лош знак“, обладава тялото на сам. Тя вече не се интересува от великата война, а просто търси отмъщение за болката и страданието, които е изживяла в Ада, след като Дийн и Сам са я пратили там. Докато е в Сам, тя кара Дийн да си мисли, че Сам е станал зъл и се опитва да принуди Дийн да го убие. Тя се надсмива над Джо за чувствата ѝ към Дийн, и всява разногласия между Джо и Уинчестърови, опитва да се да убие Боби и успява да убие друг ловец. Но демонът отново е уловен в Ключа на Соломон, в къщата на Боби. Боби и Дийн се опитват да ѝ направят нов екзорсизъм. Но тъй като е „научила някой друг номер“ в Ада, тя се е заключила в тялото на Сам, с „обвързваща дамга“ върху ръката му. Тя започва да прави заклинание по време на екзорсизма, без да показва каквито и да е знаци на болката, която е изпитала първия път. Земята се разтриса силно и Ключът на Соломон се счупва. Демонът атакува Дийн, но Боби изгаря дамгата, като по този начин я изхвърля от тялото на Сам. Тя се измъква през комина.
Появи:
Сезон 1
„Плашило“, „Сянка“, „Спасение“, „Дяволски капан“
Сезон 2
„Роден под лош знак“
Сезон 5
„Симпатия към Дявола“

### Кръстопътен демон
Този конкретен вид демон има безмерна сила, както физическа, така и свръхестествена. Силен манипулатор, той обича да си играе с емоциите на хората, карайки ги да усещат огромна вина и/или страх. Основната му цел е да сключва сделки с отчаяни хора, в замяна на техните души. За да бъде призован Кръстопътен демон, човек трябва да открие кръстопът и да изкопае дупка в мъртвия му център, поставяйки там кутия със своя снимка, пръст от гробище и кост от черна котка. Демонът, който се появява в сериала, предпочита да се въплъщава в телата на изключително красиви тъмнокоси жени, които привличат мъжете, дошли да сключат сделката. Един от демоните е показан в тялото на малко момиче, което сключва сделка с 14-годишната Бела, а в един случай – като мъж, когато разговаря със Сам Уинчестър. За разлика от повечето демони, този вид има червени очи, което ги поставя по-високо в демоничната йерархия.
За първи път в епизода „Кръстовищен Блус“, Кръстопътният демон се появява на Дийн, когато той се опитва да спаси душата на един обречен мъж. Появява се като красива млада жена (в ролята Жанет Соса) и му се подиграва с подмятания за последните мигове от живота на баща му и как той също е сключил сделка с демон. Дийн успява да подлъже демонът да влезе в Дяволски капан и предлага да му върне свободата, ако демонът обещае да освободи човека. Когато демонът се поколебава, Дийн започва да изпълнява ритуал за екзорсизъм, което принуждава демонът да отстъпи и да развали договора. Тя целува Дийн, за да подпечата сделката и напуска тялото на жената.
Демонът се завръща отново в „Ад под небето, част 2“, в тялото на жена, изиграна от Она Грауер, призован от Дийн, за да възкреси Сам. Демонът първоначално отказва, но накрая се съгласява да върне Сам, но трябва да вземе душата на Дийн само след една година. Освен това, добавя условия, че ако Дийн се опита да направи каквото и да е, за да се измъкне от сделката, сделката се разваля и Сам ще умре мигновено.
Демонът се появява по-късно в „Приказки за лека нощ“, този път изигран от Сандра МакКой. Сам го призовава и заплашва с Колта, настоявайки да развали сделката си с Дийн, за да спаси живота си. Демонът твърди, че договорът не е в него, че той е само служител с шеф. По-късно става ясно, че договорът на Дийн е в Лилит. Вбесен, Сам стреля и убива демона.
След като Дийн е убит и изпратен в Ада, пияният Сам призовава друг Кръстопътен демон. Този се появява в тялото на мъж, изигран от Дрю Нелсън и заявява, че се е колебал дали да се появи, защото Сам е застрелял негова колежка. Той отказва предложението на Сам да смени мястото си с Дийн и на зрителят е подсказано, че Сам го убива с ножа на Руби.
Появи:
Сезон 2
„Кръстовищен блус“, „Ад под небето, част 2“
Сезон 3
„Приказки за лека нощ“, „Времето е на моя страна“ (като ретроспекция)
Сезон 4
„Знам какво направи миналото лято“

## Специалните деца на Азазел
Следващите герои са избрани от демонът Азазел за цел, която той никога не разкрива напълно. В края на първи и втори сезон се споменава, че има много поколения специални деца, но Азазел е съсредоточен върху поколението на Сам. Понякога, той казва, че целта е създаването на армия от войници, а друг път – казва, че му е необходим само един воин. Има доказателства, че той е създал войскови отряди от тези деца в поне три отделни случая. Тъй като има нужда от позволението на родителите им, за да ги преобрази, той сключва демонични сделки с родителите в замяна на това да му разрешат десет години по-късно да влезе в домовете им (но никога не им разкрива причината). Щом изтекат десетте години, Азазел дава от кръвта си на бебетата в нощта, когато навършват шест месеца, като по този начин гарантира (или просто активира) техните свръхестествени способности, които започват да се проявяват на 23-годишна възраст. Тези, които все още са живи след толкова години, Азазел събира в изоставен град и им нарежда да се бият до смърт, за да определи кой ще бъде водачът на неговата армия.

### Скот Кери
Скот Кери (в ролята Ричар ДеКлърк се появява в сезон 2, епизод „Преследван.“ Той е представен по време на сеанс с психиатър, обяснявайки как е сънувал демон, който има планове за него. Той също така говори за своята способност да убива с електричество всичко, до което се докосне. Той по-късно е намушкан до смърт от Гордън Уокър, който смята него и останалите като него за чудовища.

### Андрю Галахър
Андрю „Анди“ Галахър (в ролята Гейбриъл Тигерман, е оствен за осиновяване като бебе и поради това не знае, че има брат близнак, Ансъм Уимс. Приемната му майка умира в пожар в къщата им, когато той е бил на шест месеца, по същия начин като майката на Сам Уинчестър. Когато навършва 23, той развива способността да контролира хората чрез предложение, използвайки това, за да получи всичко, което някога е желал. Въпреки това, той използва способността си за дребни желания, никога за нищо престъпно. В началото той умее да използва дарбата си само, когато изрази на глас желанието си, но по-късно успява да го прави и на ум. Въпреки това, способността му е безполезна срещу другите специални деца на Азазел.
В „Саймън каза“, Сам и Дийн разбират за Анди, след като Сам има видение за лекар, който получава телефонно обаждане а след това убива един човек и се самоубива. Те карат Аш да провери дали в града е имало домашни пожари през 1983 и това ги отвежда при Анди. Докато Сам се опитва да предотврати сбъдването на видението си, Дийн отива да се изправи пред Анди, но вместо това, по молба на Анди, му дава Импалата. Сам и Дийн го намират, но Анди принуждава Дийн да му каже всичко. Сам казва на Анди, че вярва, че те са свързани, след което получава друго видение, този път за жена, която получава телефонно обаждане и се самоубива като се залива с бензин и се запалва. Когато става ясно, че случката от видението се е случила, докато те са разговаряли с Анди, братята осъзнават, че Анди е невинен. Те разследват смъртта и научават за съществуването на Ансъм Уимс (неидентичен близнак на Анди), който работи в същата закусвалня с Анди и се представя с името Уебър. Трейси, която мечтае да бъде приятелка на Анди, е управител в ресторанта и Сам има видение как тя скача от язовирната стена. Те се опитват да спрат Ансъм да не я принуди да се самоубие, а когато Ансъм заповядва на Дийн да се самоубие, Анди стреля и убива Ансъм първи.
Анди се появява отново в „Ад под небето, част 1“, призован от Азазел в Колд Оук. До този миг, силите му са нараснали до толкова, че той може да показва образи в умовете на хората и успява да помогне на Дийн да ги открие. Въпреки това, когато Сам по-късно кара него и Ева да се затворят в една къща в града, Ева го убива.
Поява – сезон 2:
„Саймън каза“, „Ад под небето, част 1“

### Лили
Лили (в ролята Джесика Хармън има много опасна и неконтролируема способност, която тя ненавижда. Когато докосне друго същество, тя предизвиква сърдечен удар. Това е довела до нещастната смърт на нейната приятелка. Лили се появява в „Ад под небето, част 1“, където е извикана в Колд Оук от Азазел, за да се бие до смърт с други като нея. Тя, обаче, отказва да участва и се опитва да си тръгне. Ева Уилсън тайно призовава демон и го изпраща след нея. По-късно Лили е открита мъртва, обесена на една вятърна мелница.

### Макс Милър
Макс Милър (в ролята Брендан Флетчър е имал много тежко детство. Като при Сам и Дийн, така и неговата майка умира при пожар в детската стая, закована за тавана, въпреки че баща му казва на всички, че тя е починала в катастрофа. Баща му обвинява него за смъртта на майка му и, докато расте, Макс често е пребиван от баща си и чичо си. Поради това той се превръща в много проблемен младеж. Той развива телекинеза и, вследствие на много практика, успява да развие невероятен контрол над способността си.
Сам и Дийн се срещат с Макс в „Кошмар“, когато Сам получава видение как бащата на Макс е заключен в гаража от някаква сила и умира от отравяне с въглероден оксид. Те пристигат със закъснение и не успяват да го спасят, а в града изглежда сякаш бащата на Макс се е самоубил. Братята, вярвайки, че виновникът е някакъв дух, започват да разследват. Сам скоро получава видение как чичото на Макс умира, но отново не успяват да го предотвратят. След като Сам и Дийн научават за побоищата над Макс, Сам получава ново видение, този път как Сам телекинетично убива мащехата си с нож, защото тя никога не е спирала баща му и чичо му, когато са го пребивали. Този път, братята пристигат навреме, за да спрат убийството. Те успокояват Макс. Сам говори с него, осъзнавайки, че те са свързани след като разбира истината за майката на Макс. Въпреки това, Макс отново загубва контрол и заключва Сам в един килер. Сам получава видение как Макс се сблъсква с Дийн и го убива, когато Дийн се опитва да го спре. Вярвайки че Макс прилича на него, но е доразвил своята способност, Сам успява чрез телекинеза да се измъкне от килера и да предотврати сбъдването на видението си. Осъзнавайки, че са му попречили, Макс отнема собствения си живот като се застрелва в главата.

### Джейк Тели
Джейк Тели (в ролята Алдис Ходж) е военен, отвлечен от Азазел от Афганистан и поставен в Колд Оук, за да се създава с другите специални деца. След като истинските намерения на Ава Уилсън са разкрити, той я убива чрез своята суперчовешка сила, за да спаси Сам, въпреки че по-късно убива Сам, за да спаси себе си. Като единствения жив състезател, Азазел го поздравява в „Ад под небето, част 2“. Демонът му заповядва да занесе Колта в едно гробище, което се намира в рамките на огромен „дяволски капан“, който пречи на демон да влезе вътре. Целта е да отвори врата към Ада, която е скрита в гробището. Първоначално Джейк отказва, въпреки че после се съгласява неохотно, след като Азазел заплашва да избие цялото му семейство.
Личността на Джейк става много по-мрачна, след като той се отдава на своята демонична страна. Като при Ева, това му дава достъп до други демонични способности и той ги използва срещу другите. Когато по-късно пред него се изправят Сам, Дийн, Боби и Елън, той използва умствен контрол, за да принуди Елън да насочи пистолет към главата си и заплашва да я убие, ако другите не хвърлят оръжията си. Те ги хвърлят, което позволява на Джейк да отключи портата. Но, когато изпълнява мисията си, Сам го убива.

### Ансъм Уимс
Ансъм Уимс (в ролятаЕлиас Туфексис) притежава психическата способност на умствения контрол. Тъй като е практикувал много, вече не е необходимо да използва гласови команди. Не е известно дали способността му се е развила и в други аспекти, като при близнака му, Андрю „Анди“ Галахър. Също като при Анди, неговата способност е безполезна срещу други като него. След като разбира от Азазел, че е осиновен като бебе и е отделен от брат си, Ансъм използва силите си, за да потърси отмъщение и да се събере с Анди. Той започва работа в закусвалнята, където работи Анди и се сприятелява с него, като се представя с името „Уебър“. Междувременно, използва способностите си, за да накара майка си и нейния лекар да се самоубият.
Тези убийства предизвикват виденията на Сам, което отвежда него и Дийн в градчето в епизода „Саймън каза“. Първоначално те мислят, че Анди е отговорен, но накрая научават самоличността на Ансъм. Ансъм отвлича Трейси, бивша приятелка на Анди и планира да я убие, така че тя да не може да застане между него и брат му. Той ѝ нарежда да скочи от язовирната стена, но Анди и Сам се намесват. Когато Ансъм възвръща контрола си върху ситуацията, той забелязва Дийн, който наблюдава от разстояние, с пушка. Дийн се подготвя да застреля Ансъм, но Ансъм го открива и му нарежда да се самоубие. Но Анди стреля и убива Ансъм първи.

### Ева Уилсън
Ева Уилсън (в ролята Катерин Изабел) е млада жена, която живее нормален живот и работи като секретарка. Тя лесно се тревожи и е саркастична дори за най-опасните ситуации. Сгодена е и няма търпение да започне спокоенс емеен живот. Но започва да сънува кошмари и получава видения за лоши неща, които се случват на хора и в един от тези сънища, Ева вижда как Самумира. Тя го открива и му съобщава за съня си в епизода „Преследван“. Сам, обаче, ѝ казва за своите собствени способности и за демонът Азазел. Ева остава със Сам и му помага, докато Гордън Уокър не ги прострелва. Гордън е ловец, който преследва Сам. Ева се вслушва в съвета на Сам и се връща в къщи. Но когато Сам и Дийн по-късно отиват в дома ѝ, те откриват годеника ѝ с прерязано гърло, по прозорците има сяра, а окървавеният годежен пръстен на Ева лежи на пода до леглото ѝ.
Ева се появява отново в „Ад под небето, част 1“, когато тя, Сам и три други специални деца се озовават в изоставения град Колд Оук и трябва да се бият един срещу друг. Ева изглежда добре, но казва на Сам, че са минали само два дни, от как го е видяла за последен път, макар че тя е отсъствала цели пет месеца. По-късно Ева изчезва и когато разтревожените Сам и Джейк тръгват да я търсят, тя се връща в сградата, в която всички са се крили. За изненада на Анди, тя прекъсва бариерата от сол на прозореца и призовава демон, който използва за да разкъса Анди. Ева изпищява и Сам се връща в стаята. Той ѝ няма доверие и я принуждава да разкрие измяната си. Тя грубо преминава от старата си, невинна личност, изтрива сълзите си и казва на Сам за своето преминаване към тъмната страна, убеждавайки го да приеме силата, която има. Той осъзнава, че тя не е пристигнала в градчето скоро, като всички останали, а е била там от как е изчезнала. Тя е избила всички останали специални деца, които също са били призовани да се бият. Обявявайки се за победител, Ева използва новата способност, която е придобила, когато се е отдала на демоничната си страна и призовава демон да убие Сам. Но Джейк се появява зад нея и чупи врата ѝ.